# Veleno d'inchiostro
Veleno d'inchiostro (in tedesco Tintenblut, letteralmente Sangue d'inchiostro) è un romanzo fantasy per ragazzi scritto da Cornelia Funke, secondo libro della trilogia del Mondo d’inchiostro.

## Trama
È passato un anno dalle vicende di Cuore d'inchiostro, ma non passa giorno in cui Meggie non pensi al libro e ai personaggi che ne sono scaturiti. Resa, la madre di Meggie, è tornata, ma non ha più la voce. Il mangiafuoco Dita di Polvere, invece, non vede l'ora di poter ritornare nella sua storia; e ci riesce quando trova un lettore disonesto di nome Orfeo, disposto a rimandarlo indietro. Quest'ultimo, d'accordo con Basta e Mortola, fa in modo di abbandonare Farid per ottenere il libro Cuore d'inchiostro posseduto dal mangiafuoco. Ben presto il ragazzo convince Meggie a leggere per lui in modo da poter raggiungere Dita di Polvere ed avvertirlo del pericolo di Basta, oltre che a ritornare ad essere il suo apprendista. Questa volta, Meggie capisce come fare per trasportare sé stessa ed il ragazzo nel libro.
Improvvisamente Mortola, Basta e Orfeo appaiono a casa di Elinor e fanno prigionieri Mortimer, Resa e Dario, mentre Meggie e Farid non sanno cosa succede nel loro mondo. Orfeo spedisce Basta, Mortola, Mortimer e Resa in Cuore d'inchiostro, dove subentreranno moltissimi nuovi personaggi.
Resa recupera la voce, poi lei e Mortimer si nascondono insieme ai girovaghi briganti del Principe Nero e scoprono che il misterioso fuorilegge che aiuta i poveri nelle ballate popolari, “Glandarius”, altri non è che Mo, miracolosamente sopravvissuto dopo essere stato ferito dallo schioppo di Mortola. Il malvagio Testa di Serpente, il sovrano dell'altra parte del regno, è sulle tracce di Glandarius ed intende impiccarlo. Mo e Resa vengono catturati e Mortimer non riesce a scappare proprio a causa della ferita. Testa di Serpente gli chiede di rilegare il Libro Vuoto, che dovrebbe portare il possessore all'immortalità (l'idea era stata di Meggie, che aveva ordito un piano per ucciderlo, ma Testa di Serpente l'aveva scoperto ed aveva ribaltato il piano contro di loro), ma Mortimer inventa un modo per distruggerlo lentamente senza che il tiranno se ne accorga..
Vengono liberati, ma nella foresta li attenderà un'imboscata, di cui capo è Basta, e qualcuno ci rimetterà la vita: Dita di Polvere, per salvare Farid dal coltello del masticatore di menta piperita.

## Trasposizione cinematografica
All'uscita nel 2008 di Inkheart - La leggenda di cuore d'inchiostro si era annunciato l'inizio delle riprese per i successivi sequel, ma alla rivelazione al botteghino i progetti sono stati sospesi. Infatti il primo dei tre film ha guadagnato poco più di 70 milioni di dollari in tutto il mondo.

## Edizioni
- Cornelia Funke, Veleno d’inchiostro, traduzione di Roberta Magnaghi, prima ed., Arnoldo Mondadori Editore, 2006,  p. 588.